# Liste der Biografien/Suc
Liste der Biografien |
Portal Biografien |
Personensuche
# |
A |
B |
C |
D |
E |
F |
G |
H |
I |
J |
K |
L |
M |
N |
O |
P |
Q |
R |
S |
T |
U |
V |
W |
X |
Y |
Z |
?
 
Sa |
Sb |
Sc |
Sd |
Se |
Sf |
Sg |
Sh |
Si |
Sj |
Sk |
Sl |
Sm |
Sn |
So |
Sp |
Sq |
Sr |
Ss |
St |
Su |
Sv |
Sw |
Sy |
Sz
 
Sua |
Sub |
Suc |
Sud |
Sue |
Suf |
Sug |
Suh |
Sui |
Suj |
Suk |
Sul |
Sum |
Sun |
Suo |
Sup |
Suq |
Sur |
Sus |
Sut |
Suu |
Suv |
Suw |
Sux |
Suy |
Suz
Die Liste der Biografien führt alle Personen auf, die in der deutschsprachigen Wikipedia einen Artikel haben. Dieses ist eine Teilliste mit 220 Einträgen von Personen, deren Namen mit den Buchstaben „Suc“ beginnt.

## Suc

### Succ
- Succar, Matías (* 1999), peruanischer Fußballspieler
- Succari, Dia (1938–2010), französischer Komponist und Musikpädagoge syrischer Herkunft
- Success, Isaac (* 1996), nigerianischer Fußballspieler
- Success, Raphael (* 1998), nigerianischer Fußballspieler
- Succi, Achille (* 1971), italienischer Jazzmusiker (Saxophon, Klarinette)
- Succi, Belén (* 1985), argentinische Hockeyspielerin
- Succi, Sauro (* 1954), italienischer Physiker
- Succo, Reinhold (1837–1897), deutscher Organist, Kantor und Komponist
- Succo, Roberto (1962–1988), italienischer Gewaltverbrecher und Serienmörder
- Succop, Ryan (* 1986), US-amerikanischer American-Football-Spieler
- Succow, Michael (* 1941), deutscher Biologe und Politiker (LDPD), MdVMichael Succow (* 1941)

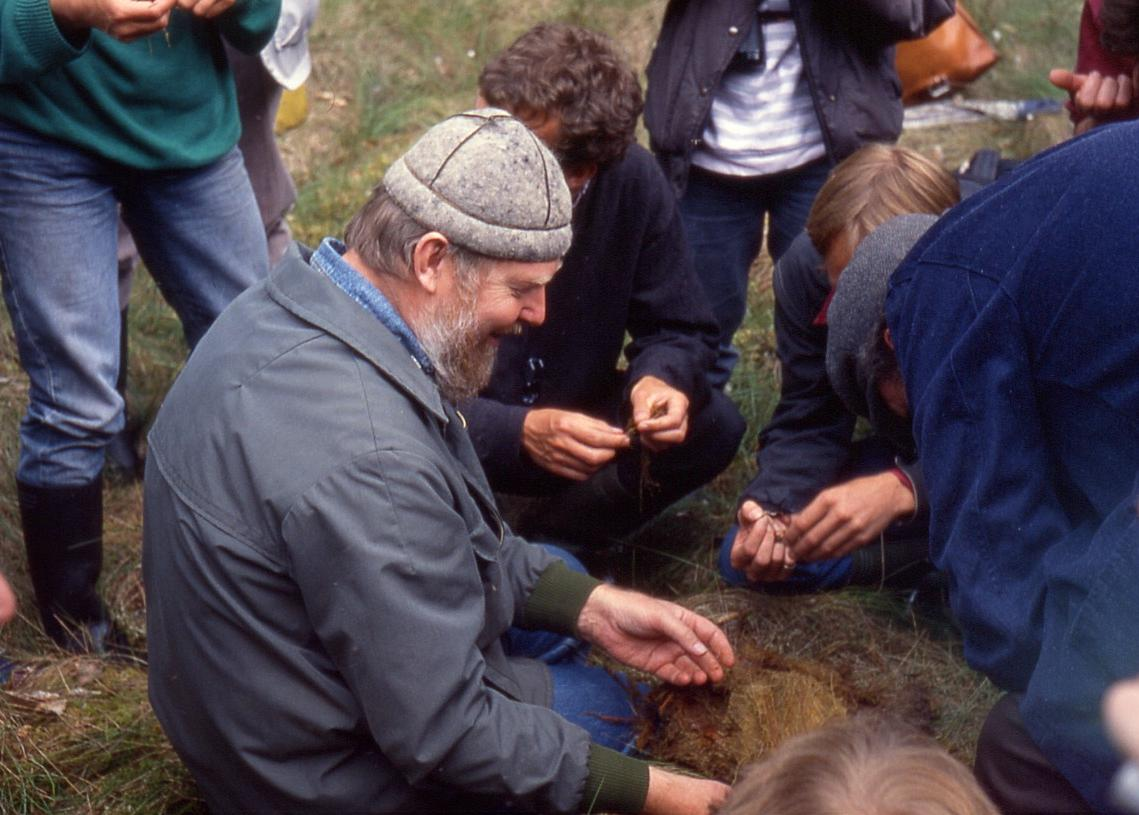
Michael Succow (* 1941)

### Such
- Such, Alec John (1951–2022), US-amerikanischer Bassist
- Such, Bob (1944–2014), australischer Politiker (Liberal Party / Parteiloser), Sprecher des South Australian House of Assembly
- Such, Heinz (1910–1976), deutscher Rechtswissenschaftler
- Such, Ida (* 1940), ungarische Sprinterin
- Such, Manfred (* 1942), deutscher Politiker (Bündnis 90/Die Grünen)
- Suchá, Linda (* 2001), tschechische Leichtathletin
- Suchá, Martina (* 1980), slowakische Tennisspielerin
- Šucha, Vladimír (* 1961), slowakischer Beamter der Europäischen Union
- Sucháček, Jakub (* 1978), tschechischer Skispringer
- Suchakree Poomjang (* 1975), thailändischer Snookerspieler
- Suchan, Franz (1911–1971), deutscher Ökonom und Politiker (SPD)
- Suchan, Franz Benedict (1806–1871), deutscher Priester und Politiker
- Suchan, Hans Joachim (* 1946), deutscher Jurist, Verwaltungsbeamter und Politiker (SPD)
- Suchan, Udo (* 1952), deutscher Schauspieler
- Suchan-Mayr, Kerstin (* 1975), österreichische Politikerin (SPÖ), Landtagsabgeordnete
- Suchanecki, François (* 1949), Schweizer Degenfechter
- Suchanek, Andreas (* 1961), deutscher Wirtschaftsethiker
- Suchanek, Andreas (* 1982), deutscher AutorAndreas Suchanek (* 1982)

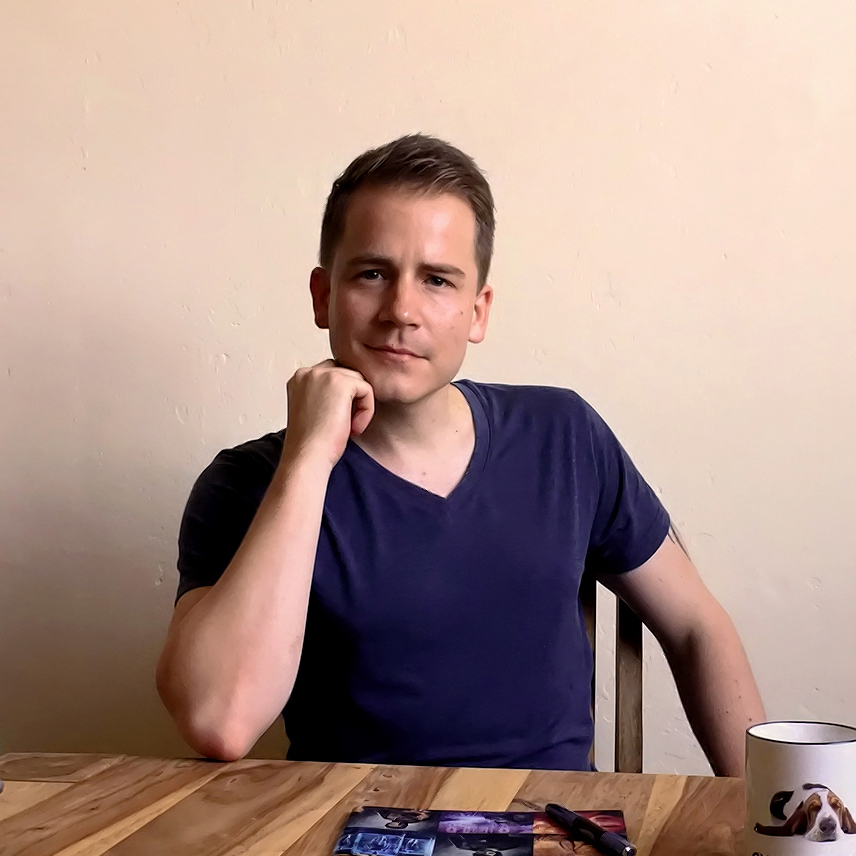
Andreas Suchanek (* 1982)

- Suchanek, Bronisław (* 1948), polnischer Jazzmusiker und Komponist
- Suchanek, Dieter (* 1952), deutscher Fußballspieler
- Suchanek, Erich (1914–1978), österreichischer Beamter und Politiker (SPÖ), Abgeordneter zum Nationalrat, Mitglied des Bundesrates
- Suchanek, Jürgen (* 1955), deutscher Fußballspieler und -trainer
- Suchanek, Klaus (* 1961), deutscher Fußballspieler
- Suchánek, Pavel (* 1985), tschechischer Biathlet
- Suchánek, Vladimír (1933–2021), tschechischer Briefmarkenkünstler
- Suchanek, Willy (1905–1981), deutscher Polizeibeamter und SS-Führer
- Suchánková, Věra (1932–2004), tschechische Eiskunstläuferin
- Suchanon Malison (* 1996), thailändischer Fußballspieler
- Suchanow, Arseni († 1668), russisch-orthodoxer Mönch
- Suchanow, Artjom Romanowitsch (* 2001), russischer Fußballspieler
- Suchanow, Maxim Alexandrowitsch (* 1963), russischer Schauspieler
- Suchanow, Nikolai Nikolajewitsch (1882–1940), russischer Schriftsteller, Journalist und Menschewik
- Suchanow, Samson Xenofontowitsch (1766–1844), russischer Steinmetz und Bildhauer
- Suchantke, Hubert (1954–2021), deutscher Fußballspieler
- Suchao Nuchnum (* 1983), thailändischer Fußballspieler
- Suchard, Hans (1893–1968), österreichischer Politiker (SPÖ), MdL (Burgenland)
- Suchard, Harald (* 1976), österreichischer Fußballspieler
- Suchard, Lior (* 1981), israelischer Mentalist
- Suchard, Philippe (1797–1884), Schweizer Schokoladenhersteller und Unternehmer
- Sucharda, Bohumil (1914–2009), tschechoslowakischer Ökonom, Politiker und Finanzminister
- Sucharda, Stanislav (1866–1916), tschechischer Bildhauer und Medailleur
- Sucharew, Konstantin Konstantinowitsch (1912–2004), russischer Schachkomponist, Poet und Autor
- Sucharew, Wladimir Georgijewitsch (1924–1997), sowjetischer Leichtathlet
- Sucharewa, Grunja Jefimowna (1891–1981), russische Psychiaterin
- Sucharewa, Jelena (* 1976), russische Badmintonspielerin
- Sucharewicz, Melody (* 1980), israelische Anthropologin und SonderbotschafterinMelody Sucharewicz (* 1980)

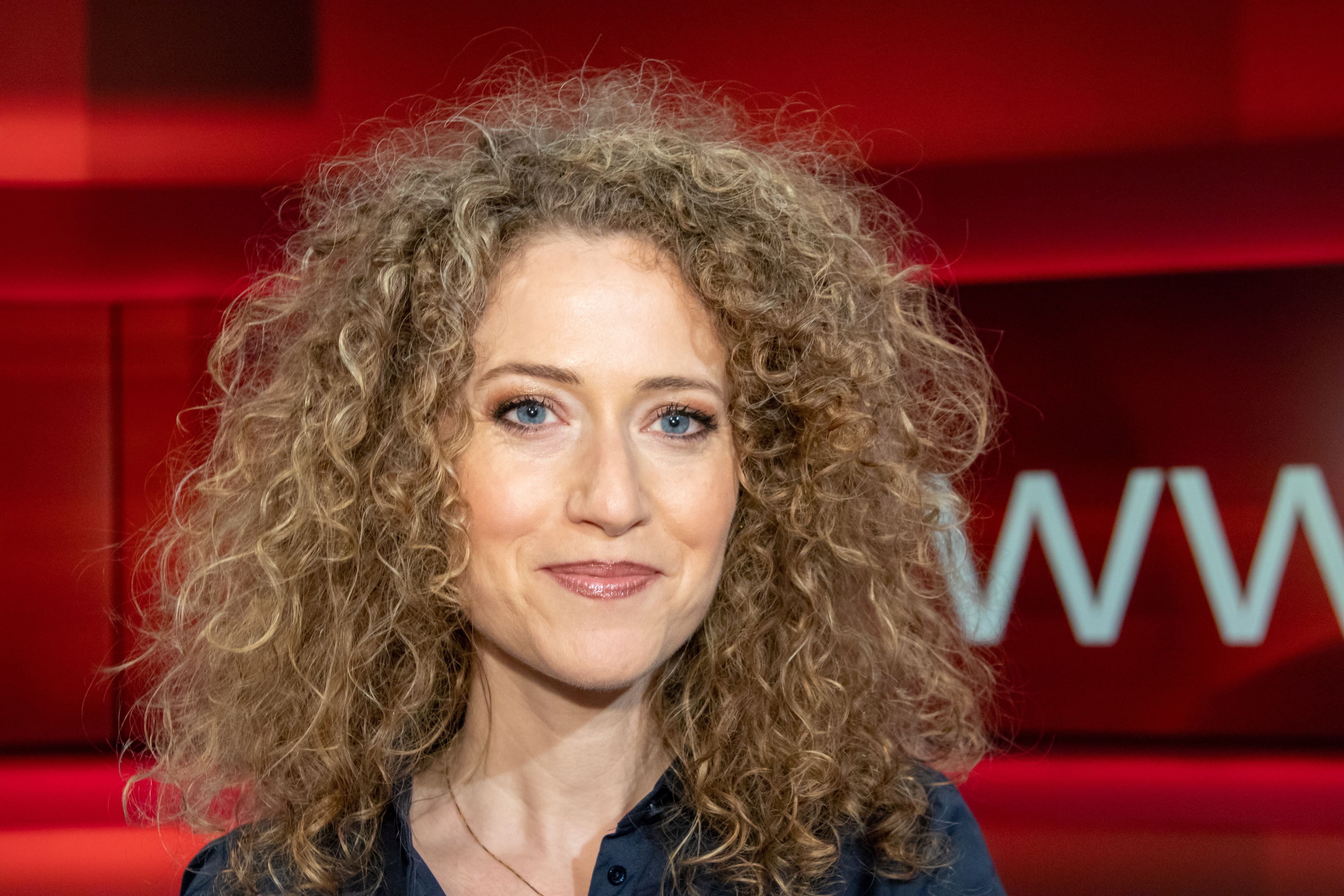
Melody Sucharewicz (* 1980)

- Sucharipa, Ernst (1947–2005), österreichischer Diplomat
- Suchařípa, Leoš (1932–2005), tschechischer Schauspieler, Übersetzer und Theatertheoretiker
- Sucharjew, Ioann (* 1987), ukrainischer E-Sportler
- Sucharnowa, Olga Leonidowna (* 1955), sowjetische Basketballspielerin
- Sucharowski, Wolfgang (* 1945), deutscher Fachdidaktiker
- Sucharski, Henryk (1898–1946), polnischer MajorHenryk Sucharski (1898–1946)

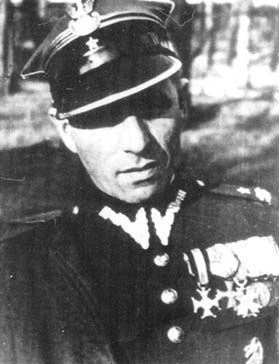
Henryk Sucharski (1898–1946)

- Suchart Chaovisith (1940–2009), thailändischer Politiker
- Suchart Chayyai (* 1989), thailändischer Fußballspieler
- Süchbaatar, Badsaryn (* 1943), mongolischer Ringer
- Süchbaataryn, Jandschmaa (1893–1963), mongolische Politikerin
- Suchde, Siddharth (* 1985), indischer Squashspieler
- Suchecki, Roman (1933–2003), polnischer Cellist und Musikpädagoge
- Suchenwirt, Peter, österreichischer Wappendichter
- Suchenwirth, Richard (1896–1965), österreichischer Historiker und Politiker (NSDAP), MdR, Landtagsabgeordneter
- Sucher, Andreas (* 1979), österreichischer Politiker (SPÖ), Villacher Stadtsenatsmitglied
- Sucher, Arnold (1898–1983), österreichischer Politiker
- Sucher, C. Bernd (* 1949), deutscher Theaterkritiker, Autor und Hochschullehrer
- Sucher, Cornelia (* 1989), österreichische Politikerin (SPÖ)
- Sucher, Joseph (1843–1908), österreichischer Komponist und Dirigent
- Sucher, Manuel (1913–1971), argentinischer Tangopianist und -komponist
- Sucher, Rosa (1849–1927), deutsche Opernsängerin der Stimmlage Sopran
- Suchet, David (* 1946), britischer SchauspielerDavid Suchet (* 1946)

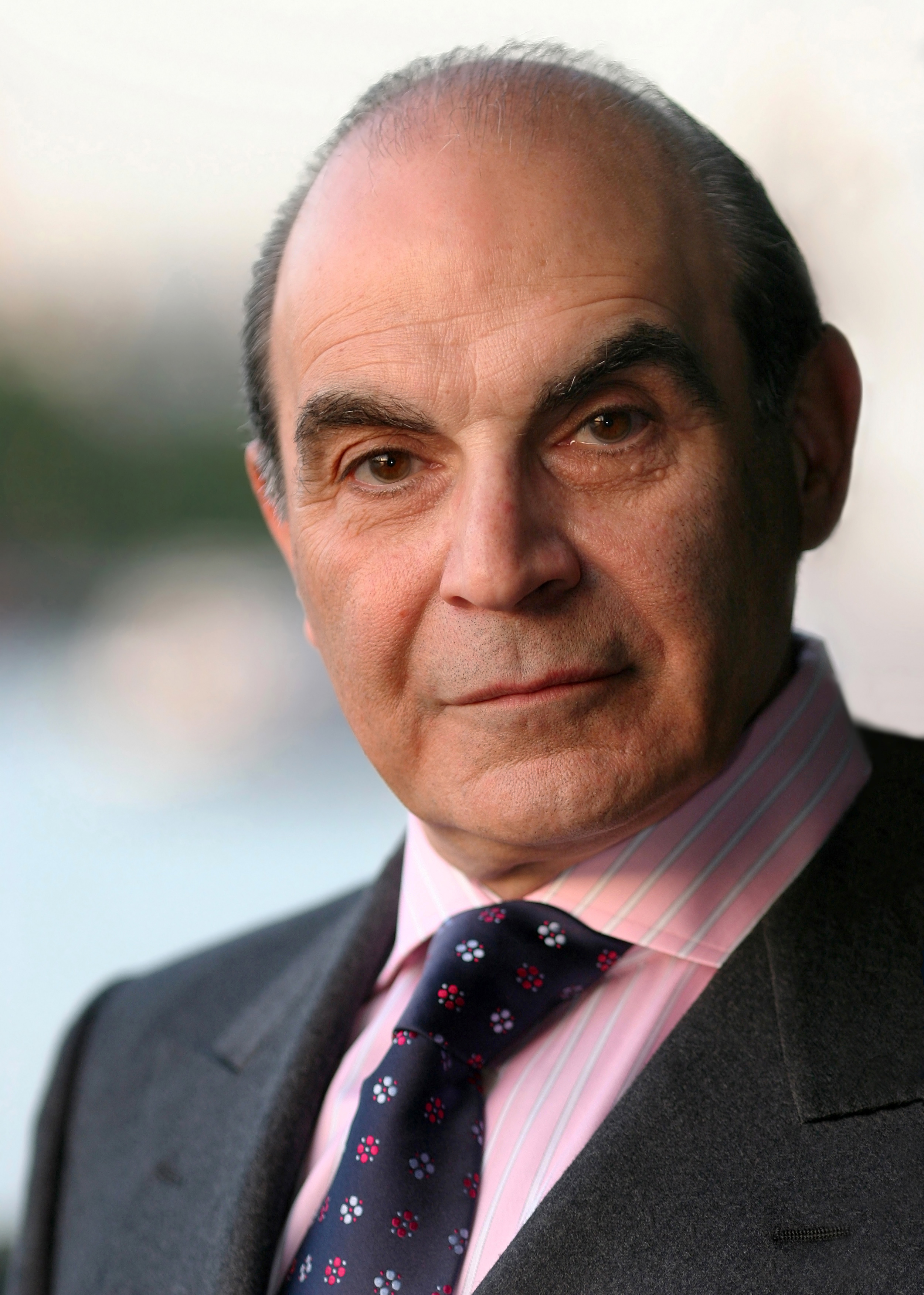
David Suchet (* 1946)

- Suchet, Louis Gabriel (1770–1826), französischer Marschall, der von Napoléon Bonaparte zum Herzog von Albufera ernannt wurde
- Suchet, Mélanie (* 1976), französische Skirennläuferin
- Suchiaschwili, Konstantin Dawidowitsch (1902–1955), sowjetischer Konteradmiral
- Suchier, Hermann (1848–1914), deutscher Romanist, Hochschullehrer und Rektor in Halle
- Suchier, Reinhard (1823–1907), deutscher Gymnasiallehrer, Altphilologie, Lokalhistoriker, Numismatiker und Übersetzer
- Suchier, Walther (1878–1963), deutscher Romanist
- Suchier, Wolfram (1883–1964), deutscher Bibliothekar und Genealoge
- Suchin Yen-arrom (* 1991), thailändischer Fußballspieler
- Suchinda Kraprayoon (1933–2025), thailändischer Heeresoffizier und Politiker
- Suchinow, Sergei Stefanowitsch (1950–2024), russischer Kinderbuchautor
- Suchinowa, Xenija Wladimirowna (* 1987), russische Schönheitskönigin
- Suchla, Beate Regina (* 1949), deutsche Philosophin
- Suchland, Frank (* 1962), deutscher Musiker, Rezitator, Verleger, Autor und Pädagoge
- Suchman, Lucy, Anthropologin
- Suchner, Barbara (1922–2010), deutsche Schriftstellerin
- Suchocka, Hanna (* 1946), polnische Politikerin
- Suchocki, Marjorie Hewitt (* 1933), US-amerikanische Theologin
- Suchodolec, Jan Władysław (1687–1751), polnischer Baumeister, Geodät und Kartograf in preußischem Dienst
- Suchodolec, Samuel (1649–1727), polnischer Kartograph in preußischen Diensten
- Suchodoletz, Waldemar von (1944–2021), deutscher Psychiater
- Suchodolski, Bogdan (1903–1992), polnischer Wissenschaftshistoriker, Pädagoge und Philosoph
- Suchodolski, Eduard von (1804–1873), preußischer Offizier und Landrat
- Suchodolski, Fabian (* 2004), polnischer Biathlet
- Suchodolski, Grzegorz (* 1963), polnischer römisch-katholischer Geistlicher, Weihbischof in Siedlce
- Suchodolski, January (1797–1875), polnischer Kriegsmaler und Armeeoffizier
- Suchodolski, Rajnold (1804–1831), polnischer Dichter
- Suchodolski, Siegmund von (1875–1935), deutscher Gebrauchsgrafiker, Architekt und MalerSiegmund von Suchodolski (1875–1935)

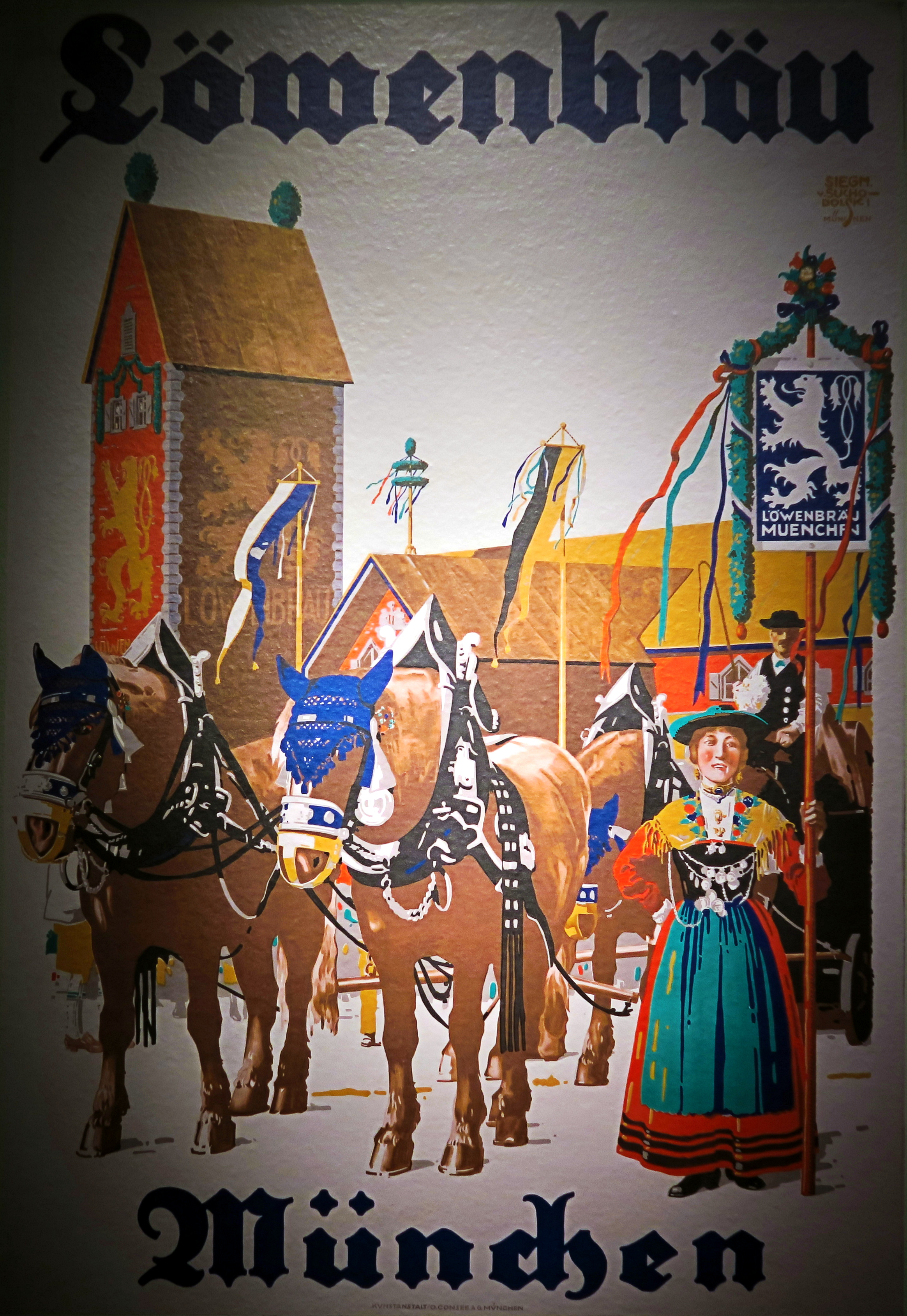
Siegmund von Suchodolski (1875–1935)

- Suchodolski, Stanisław (* 1936), polnischer Numismatiker und Archäologe
- Suchodolski, Zdzisław (1835–1908), deutsch-polnischer Maler
- Suchodrew, Edith (* 1953), deutsche bildende Künstlerin
- Suchodski, Wladimir Alexejewitsch (1884–1966), russisch-sowjetischer Physikochemiker und Hochschullehrer
- Suchoi, Pawel Ossipowitsch (1895–1975), russischer Flugzeugkonstrukteur, Chefdesigner des nach ihm benannten Konstruktionsbüros SuchoiPawel Ossipowitsch Suchoi (1895–1975)

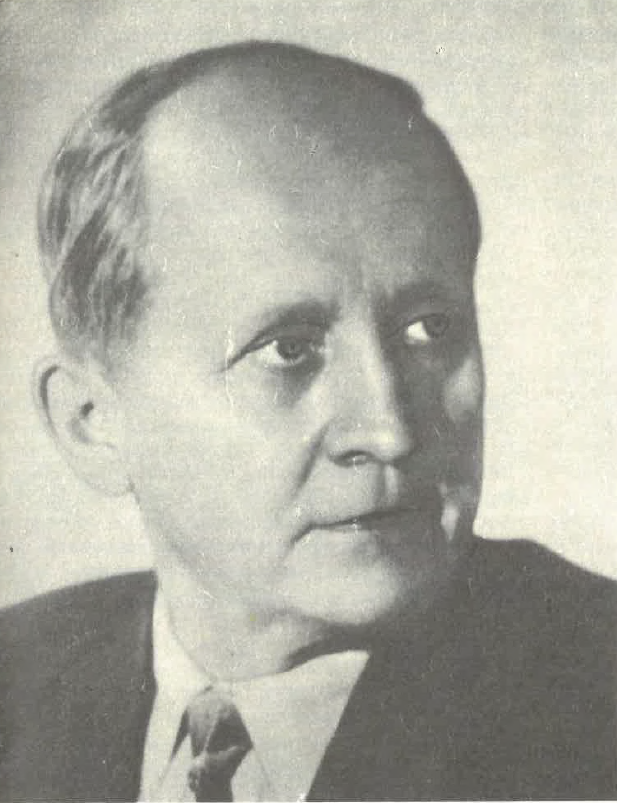
Pawel Ossipowitsch Suchoi (1895–1975)

- Suchomel, Franz (1907–1979), deutscher SS-Unterscharführer und an der Aktion T4 sowie der Aktion Reinhardt im Vernichtungslager Treblinka beteiligt
- Suchomel, Hugo (1883–1957), österreichischer Jurist und Ministerialbeamter
- Suchomlinow, Danila Andrejewitsch (* 2002), russischer Fußballspieler
- Suchomlinow, Wladimir Alexandrowitsch (1848–1926), russischer General und Kriegsminister
- Suchomlynskyj, Wassyl (1918–1970), ukrainisch-sowjetischer Pädagoge, Journalist, Schriftsteller und Dichter
- Suchon Sa-nguandee (* 1982), thailändischer Fußballspieler
- Suchoň, Eugen (1908–1993), slowakischer Komponist
- Suchon, Gabrielle (1632–1703), französische Philosophin
- Suchopalowa, Marija (* 2004), ukrainische Radrennfahrerin
- Suchopárek, Jan (* 1969), tschechischer Fußballspieler und Trainer
- Suchopolskaja, Schanna Alexandrowna (1932–2019), sowjetische bzw. russische Schauspielerin und Synchronsprecherin
- Suchora, Agnieszka (* 1968), polnische Schauspielerin
- Suchorukow, Alexander Nikolajewitsch (* 1988), russischer Schwimmer
- Suchorukow, Jurij (* 1968), ukrainischer Sportschütze
- Suchorukow, Wiktor Iwanowitsch (* 1951), russischer und sowjetischer Schauspieler und Volkskünstler Russlands
- Suchorutschenko, Michail Jurjewitsch (* 2003), russischer Fußballspieler
- Suchorutschenkow, Sergei Nikolajewitsch (* 1956), russischer Radsportler und Olympiasieger 1988
- Suchotin, Iwan Michailowitsch, russischer Marine-Offizier und Polarforscher
- Suchotina, Anastassija Wjatscheslawowna (* 2000), russische Tennisspielerin
- Suchovská, Erika (* 1967), tschechische Leichtathletin
- Suchow, Alexander Alexandrowitsch (* 1986), russischer Fußballspieler
- Suchow, Pawel Wladislawowitsch (* 1988), russischer Degenfechter
- Suchowezki, Andrei Alexandrowitsch (1974–2022), russischer Generalmajor
- Suchowiak, Bogdan (1905–1991), polnischer Schriftsteller
- Suchowo-Kobylin, Alexander Wassiljewitsch (1817–1903), russischer Schriftsteller und Dramatiker
- Suchowo-Kobylina, Sofja Wassiljewna (1825–1867), russische Malerin
- Suchsland, Leopold (1871–1943), österreichischer Musikpädagoge und Komponist
- Suchsland, Peter (1935–2025), deutscher Germanist und Hochschullehrer
- Suchsland, Rüdiger (* 1968), deutscher Filmkritiker und RegisseurRüdiger Suchsland (* 1968)

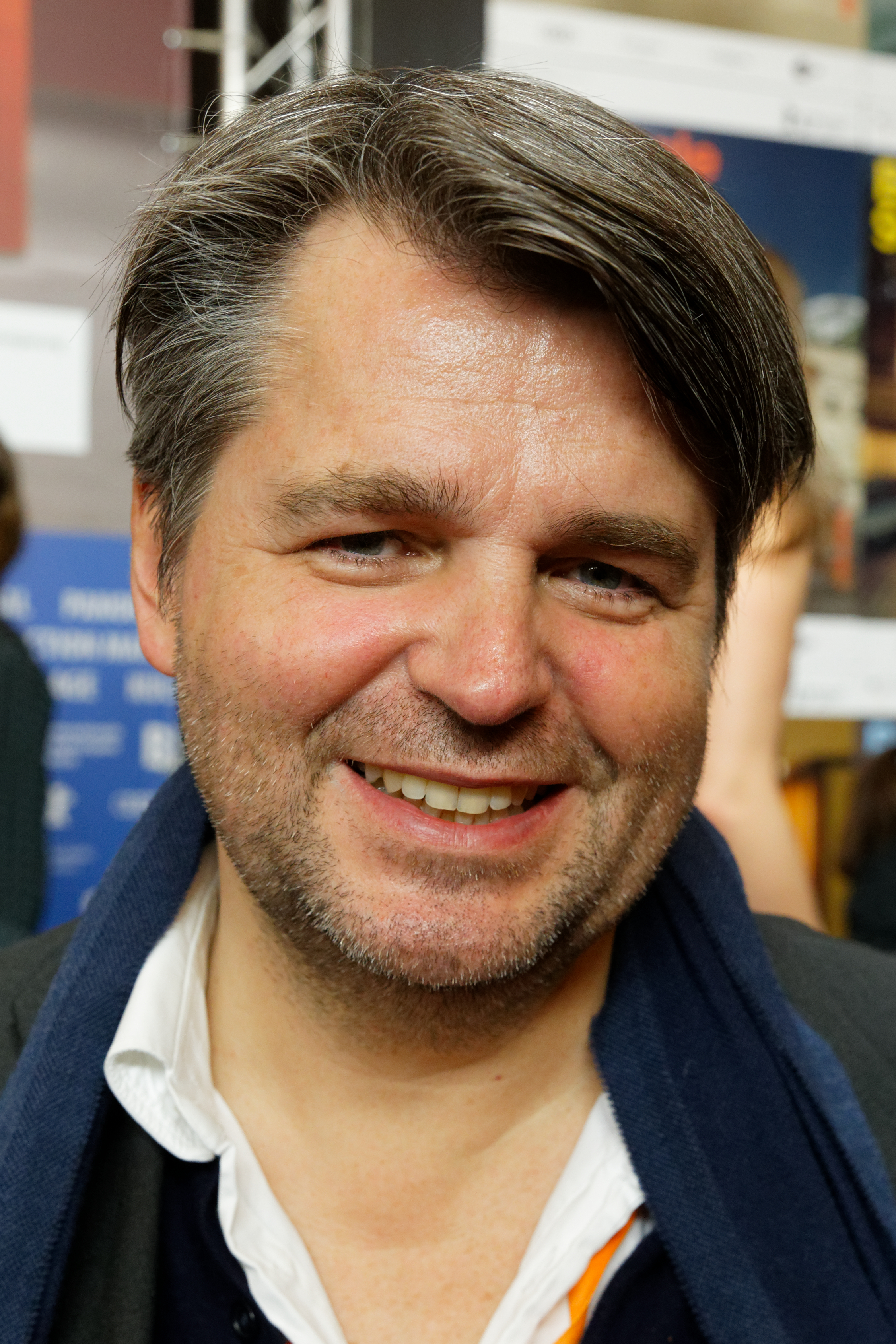
Rüdiger Suchsland (* 1968)

- Suchsland, Rudolf (1839–1921), deutscher Ingenieur und Bergwerksdirektor
- Suchsland, Symphorian (1885–1944), deutscher römisch-katholischer Ordensbruder, Steyler Missionar und Märtyrer
- Suchtelen, Jan Pieter van (1751–1836), niederländisch-russischer Militäringenieur und Diplomat
- Suchten, Alexander von († 1575), Alchemist
- Suchten, Julius von (1809–1897), preußischer Generalmajor
- Süchting, Heinrich (1880–1962), deutscher Forstwissenschaftler
- Süchting, Hugo (1874–1916), deutscher Schachspieler
- Süchting, Joachim (1933–2004), deutscher Betriebswirt und Hochschullehrer
- Süchting, Liv (* 2000), deutsche HandballspielerinLiv Süchting (* 2000)

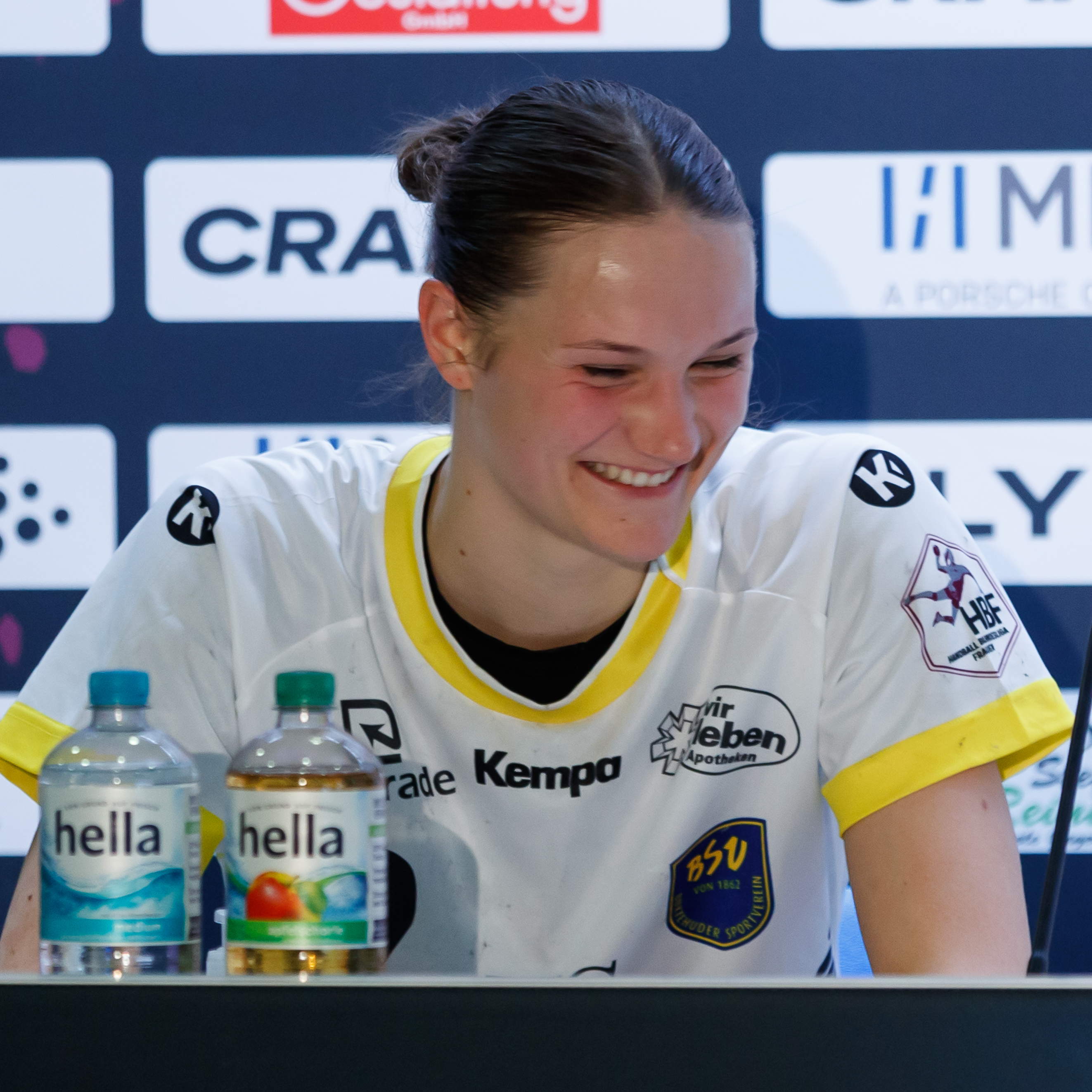
Liv Süchting (* 2000)

- Süchting-Koenemann, Annemarie (1895–1988), deutsche Malerin, Grafikerin, Bildhauerin und Schriftstellerin
- Suchy, Adalbert († 1849), tschechischer Miniaturmaler
- Suchy, Irene (* 1960), österreichische Musikwissenschaftlerin, Publizistin, Radiomoderatorin beim Ö1
- Suchý, Jan (1944–2021), tschechoslowakischer Eishockeyspieler
- Suchý, Jiří (* 1931), tschechischer Schauspieler, Liedermacher, Texter und Regisseur
- Suchy, Kurt (1926–2013), deutscher theoretischer Physiker
- Suchý, Marek (* 1988), tschechischer Fußballspieler
- Suchý, Radoslav (* 1976), slowakischer Eishockeyspieler
- Suchy, Viktor (1912–1997), österreichischer Redakteur, Verlagslektor, Schriftsteller und Literaturkritiker
- Suchywilk, Janusz (1310–1382), polnischer Kanzler und Erzbischof von Gnesen

### Suci
- Sučić, Luka (* 2002), kroatischer Fußballspieler
- Sučić, Petar (* 2003), kroatischer FußballspielerPetar Sučić (* 2003)

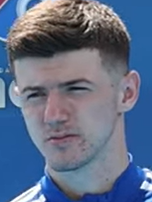
Petar Sučić (* 2003)

- Sučíková, Svetlana (* 1999), slowakische Schauspielerin
- Sučila, Antanas (1917–2017), litauischer Chirurg und Hochschullehrer
- Sucitulescu, Petre († 1941), rumänischer Fußballspieler
- Suciu, Claudiu (* 1985), rumänischer Biathlet
- Suciu, Gheorghe (* 1945), rumänischer Radrennfahrer
- Suciu, Ioan (1907–1953), rumänischer Priester, Weihbischof in Oradea Mare (Großwardein) und Apostolischer Administrator von Făgăraș und Alba Iulia, Seliger
- Suciu, Ioan Silviu (* 1977), rumänischer Kunstturner
- Suciu, Mircea (* 1978), rumänischer Künstler
- Suciu, Vasile (1873–1935), rumänisch griechisch-katholischer Erzbischof von Făgăraș und Alba Iulia

### Suck
- Suck, Carl (1833–1891), deutscher Fotograf
- Suck, Fabian (* 2002), deutscher Volleyballspieler
- Suck, Oscar (1845–1904), deutscher Fotograf
- Suck, Walter (1912–1983), deutscher Gewerkschafter und Politiker (SPD), MdB, MdEP
- Suckale, Margret (* 1956), deutsche Managerin, Personalvorstand der Deutschen Bahn AG und der BASF SEMargret Suckale (* 1956)

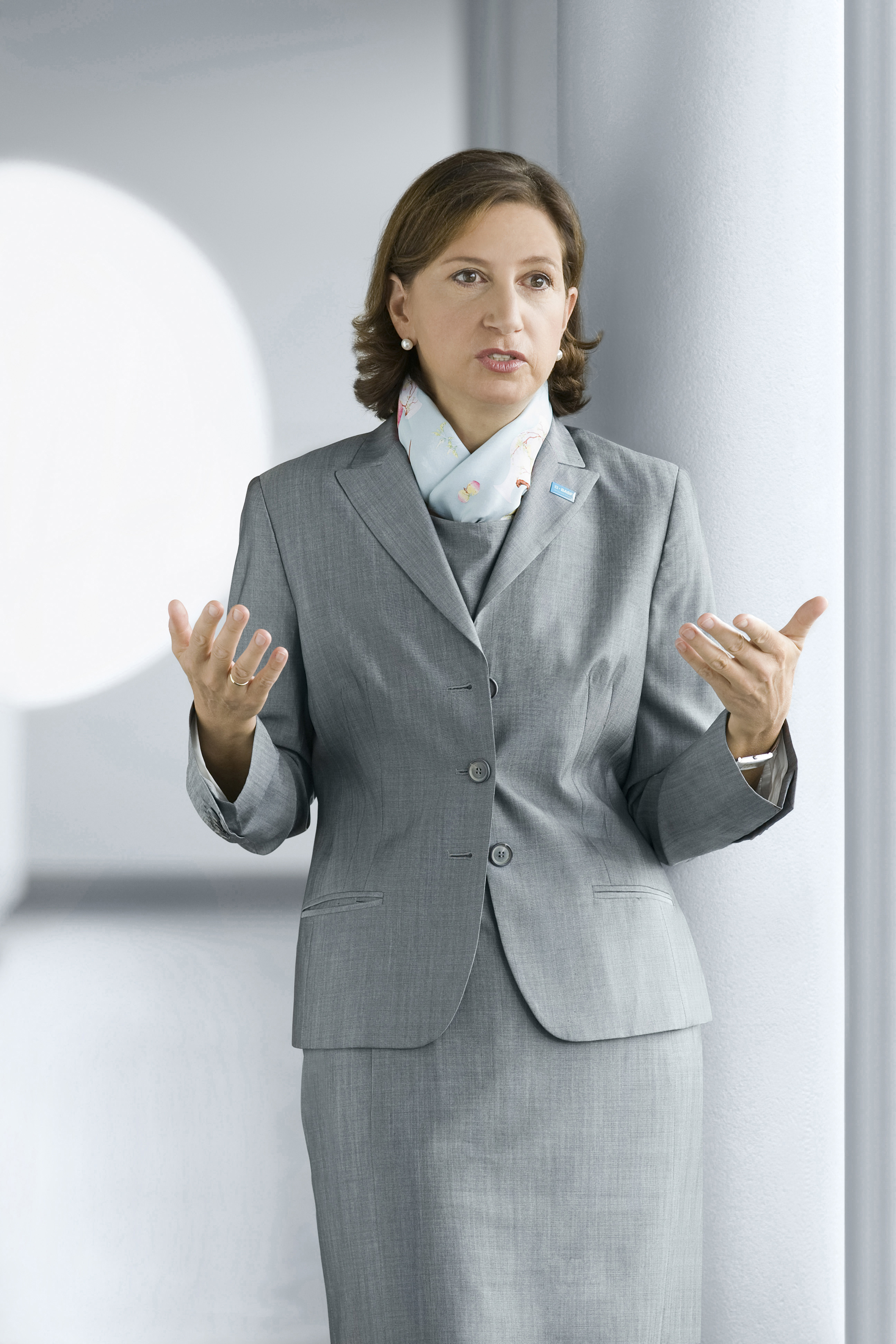
Margret Suckale (* 1956)

- Suckale, Robert (1943–2020), deutscher Kunsthistoriker und Mediävist
- Suckale-Redlefsen, Gude (* 1944), deutsche Kunsthistorikerin
- Suckau, Bruno (1903–1970), deutscher Tontechniker
- Suckau, Johannes Albrecht (1828–1891), deutscher Kaufmann
- Sucker, Klaus-Jürgen (1956–1994), deutscher Primatologe und Berggorilla-Forscher
- Sucker, Wolfgang (1905–1968), deutscher evangelischer Theologe
- Suckert, Mario (* 1962), deutscher politischer Beamter
- Suckewer, Szymon (* 1938), polnisch-US-amerikanischer Physiker
- Suckfüll, Barbara (* 1857), deutsche Zeichnerin
- Suckle, Richard (* 1969), US-amerikanischer Filmproduzent
- Suckley, George (1830–1869), US-amerikanischer Chirurg und Naturforscher
- Suckling, John (1609–1642), englischer Dichter
- Suckow von Heydendorff, Annemarie (1912–2007), deutsche Bildhauerin
- Suckow, Albert von (1828–1893), württembergischer General der Infanterie und Kriegsminister
- Suckow, August Jakob Heinrich von († 1740), Kommandierender General und Militärpräsident der Landesadministration des Temescher Banats
- Suckow, Bodo von (1830–1904), preußischer Generalleutnant
- Suckow, Christel, deutsche Filmeditorin
- Suckow, Christoph Friedrich von († 1734), deutscher Jurist, Direktor des Hofgerichts Köslin
- Suckow, Friedrich (1870–1937), deutscher Geodät, preußischer Ministerialbeamter und Hochschullehrer für Vermessungswesen
- Suckow, Friedrich von (1789–1854), deutscher Dichter und Redakteur
- Suckow, Friedrich Wilhelm (1770–1838), deutscher Arzt und Naturforscher
- Suckow, Georg Adolf (1751–1813), deutscher Naturwissenschaftler
- Suckow, Hermann von (1792–1872), preußischer Generalmajor
- Suckow, Hermann von (1820–1895), deutscher Verwaltungsjurist, großherzoglich mecklenburg-schwerinscher Kammerherr und Intendant des Seebads Heiligendamm
- Suckow, Jens (* 1968), deutscher Jurist und Richter am Bundesarbeitsgericht
- Suckow, Johannes (1896–1994), deutscher Psychiater und Neurologe
- Suckow, Karl Adolf (1802–1847), deutscher Schriftsteller und Theologe
- Suckow, Karl von (1787–1863), württembergischer Oberst
- Suckow, Kristin (* 1989), deutsche Schauspielerin
- Suckow, Lorenz Johann Daniel (1722–1801), deutscher Naturforscher und ordentlicher Professor für Physik und Mathematik an der Universität Jena
- Suckow, Mortimer von (1854–1936), sächsischer Generalleutnant
- Suckow, Simon Gabriel (1721–1786), deutscher evangelischer Theologe und Hochschullehrer
- Suckow, Wendel (* 1967), US-amerikanischer Rennrodler
- Suckow, Wilhelm Karl Friedrich (1770–1848), deutscher Mediziner
- Sucks, Brad (* 1976), kanadischer Popmusiker
- Sucksdorff, Arne (1917–2001), schwedischer Fotograf, Regisseur und Drehbuchautor
- Sucksdorff, Kurt (1904–1960), schwedischer Eishockeytorwart
- Suckut, Siegfried (1945–2022), deutscher Politikwissenschaftler und Historiker
- Sucky, Eric (* 1968), deutscher Logistikwissenschaftler

### Suco
- Suco, Sarah (* 1981), französische Filmschauspielerin und Filmregisseurin

### Sucr
- Sucre, Antonio José de (1795–1830), südamerikanischer FreiheitsheldAntonio José de Sucre (1795–1830)

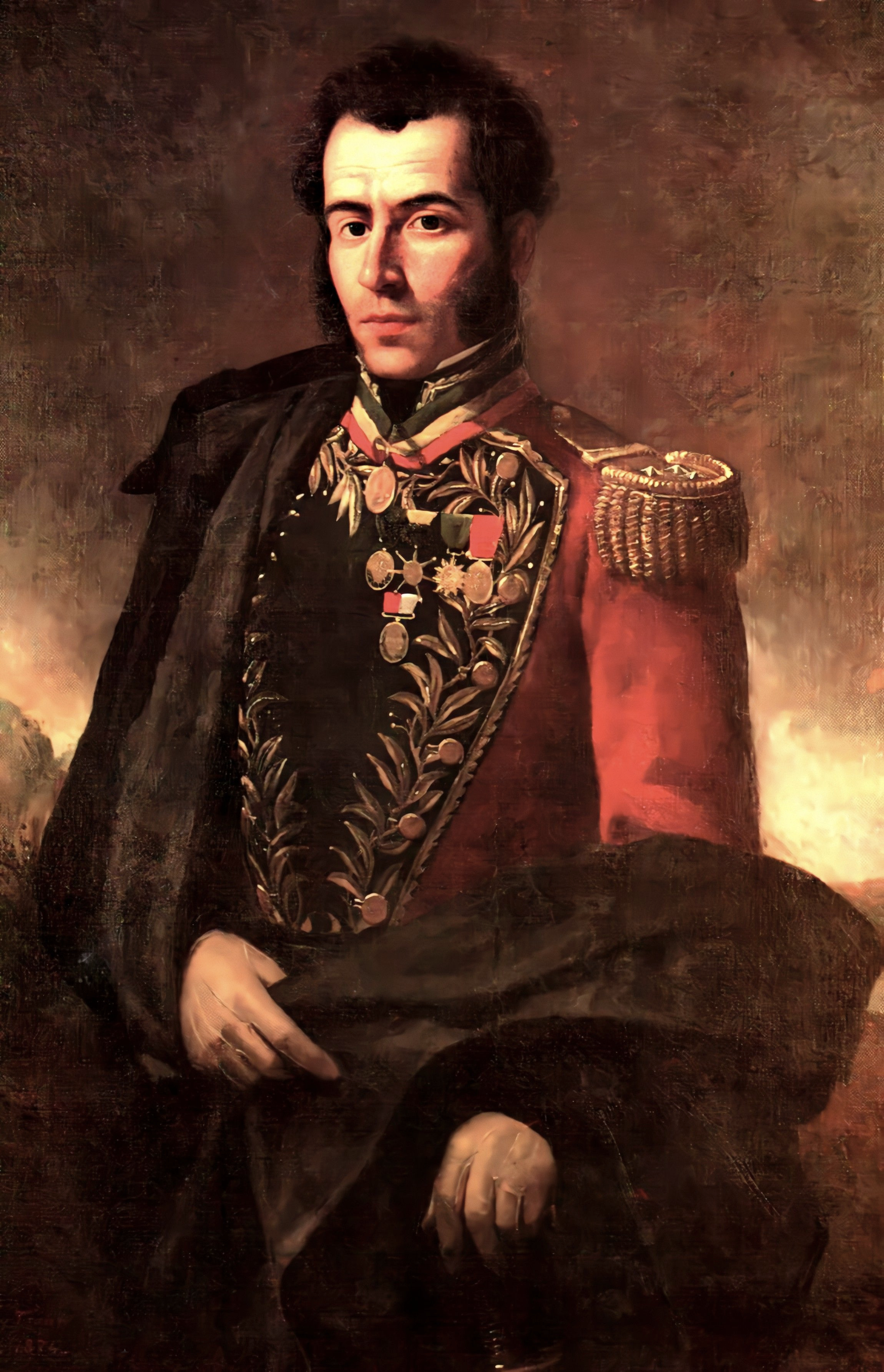
Antonio José de Sucre (1795–1830)

- Sucro, Christoph (1683–1751), deutscher evangelisch-lutherischer Geistlicher und Vertreter des Pietismus
- Sucrow, Wolfgang (1931–1989), deutscher Chemiker und Hochschullehrer

### Sucs
- Suçsuz, Fırat (* 1996), deutscher Fußballspieler

### Sucu
- Sucunza, Joaquín Mariano (* 1946), spanischer Geistlicher, Weihbischof in Buenos Aires